# ヤグルマギク属
ヤグルマギク属（ヤグルマギクぞく、矢車菊属、学名：Centaurea）は、キク科の属の1つである。

## 属名の由来
ギリシャ神話に出てくる半人半馬の怪物ケンタウロスが由来。英語読みにしてセントーレアまたはセントレアと呼ぶこともある。

## 特徴
旧世界の温帯地方が主な分布域であるが、北米に自生するものも5種ほどある。草丈30-120cmの一年草または多年草で、寒さには強いものが多い。葉は細長く、前縁のものもあるが、1回または2回の羽状複葉のものが多い。花は管状花からなる頭状花で、アザミに似た姿のものが多いが、頭状花の組成が粗く、マツムシソウの花のように見えるものもある。一部の種は花に棘を持ち、農業においては有害雑草として嫌われている。
花色は大きく、青・紫・藤色などのブルー系と、黄花のイエロー系に分かれるが、園芸種には白・ピンク・紅色などの品種もある。

## 栽培
日本では、19世紀末に渡来したヤグルマギクが、花壇や切り花用の草花として流通しており、ほかにもいくつかの種が栽培されている。それに伴い、ヤグルマギクやクロアザミなど数種が帰化している。

## 主な種
約350–600種が属する。
- Centaurea akamantis
- アザミヤグルマ Centaurea americana
- ムラサキイガヤグルマギク Centaurea calcitrapa
- シロタエギク（シロタエヤグルマギク、ダスティミラー） Centaurea cineraria
- ヤグルマギク（ヤグルマソウ） Centaurea cyanus
- ウラジロヤグルマギク Centaurea dealbata
- シュッコンヤグルマギク Centaurea depressa
- Centaurea diffusa
- Centaurea diluta
- ピンクダスティミラー Centaurea gymnocarpa
- イベリアアザミ Centaurea iberica
- ヤグルマアザミ Centaurea jacea
- キバナヤグルマギク（オウゴンヤグルマギク） Centaurea macrocephala
- Centaurea maculosa
- ヒレハリギク Centaurea melitensis
- ヤマヤグルマギク Centaurea montana
- クロアザミ Centaurea nigra
- Centaurea phrygia
- Centaurea sadleriana
- キダチキツネアザミ Centaurea salmantica
- Centaurea scabiosa
- イガヤグルマギク
- イエローサルタン Centaurea suaveolens
- Centaurea sulphurea
- Centaurea tchihatcheffii
- Centaurea virgata

かつてヤグルマギクの仲間とされていたニオイヤグルマギク（スイート・サルタン）Amberboa moschataは、現在は独立したニオイヤグルマ属 Amberboa に含まれている。